# Рос (шелфов ледник)
Шелфовият ледник Рос (на английски: Ross Ice Shelf) е най-големият (472 960 km²) шелфов ледник край бреговете на Антарктида и на Земята.

## Географска характеристика

### Географско положение, граници, големина
Шелфовият ледник Рос заема част от крайбрежието на Източна Антарктида, край бреговете Хилари, Шакълтън и Дуфек на Земя Виктория и Западна Антарктида, край бреговете Амундсен, Гулд, Сайпъл и Сирасе на Земя Едуард VІІ, в акваторията на море Рос в Тихоокеатския сектор на Южния океан. Той има триъгълна фолма, като се простира от запад на изток на протежение около 1000 km между 160° и.д. и 145° з.д., ширина от север на юг около 700 km между 77°20’ и 85°35’ ю.ш. и площ от 472 960 km².

### Брегове, острови
На север шелфовият ледник завършва с отвесна стена с височина от 15 до 50 m над нивото на водата и дължина над 600 km, т.нар. Ледена бариера Рос. В нея има няколко по-големи залива Макмърдо (на запад), Бей ъф Уелс, Кайнан и Окума (на запад). Останалите брегове са осеяни с множество ледени заливи – Преструд (на североизток), Гулд (на югоизток), Шакълтън, Бомон, Берн, Мюлок, Мур (на запад) и др. В северозападния му край в него са „зазидани“ островите Рос, Блек и Уайт, а в североизточната му част – големия остров Рузвелт.

### Глациоложки показатели
Надморската височина на повърхността на шелфовия ледник варира от 50 m в челната му част до 150 m в тилната. Дебелината на леда се колебае от 150 – 200 m във външния му край и до 700 m в тилните му части, покрай западните, южните и източните му брегове. Целият ледник се намира върху водите на море Рос, като се повдига и отпуска под влиянието на приливите и отливите. Под въздействието на морските вълни големи части от него се откъсват и се превръщат в айсберги. През 2000 г. от шелфовия ледник в резултата на механична аблация се откъртва най-големия регистрин до този момент айсберг В-15 с площ над 11 хил.km². Шелфовият ледник Рос се подхранва с ледници стичащи се от Трансантарктическите планини от запад и юг и от по-малки ледници от изток. Последните внасят в шелфовия ледник по-малко лед, поради което скоростта му на движение в източната му част е по-малка и съставлява около 800 m/год., доката в западната му част тя е 1500 m/год. (от 1,5 до 3 m/ден).

### Брегови релеф и подхранващи ледници
Покрай целия западен, югозападен и южен бряг на шелфовия ледник Рос се простира участък с дължина над 1100 km от Трансантарктическите планини с максимална височина връх Къркпатрик 4530 m. От тях надолу към шелфовия ледник се спускат десетки мощни планински ладници, които го подхранват непрекъснато с ледове. Най-големите от тях са: Скелтън, Мюлок, Дарвин, Бърд, Нимрод, Бирдмор, Шакълтън, Лив, Девилс, Скот и др. „Вливащите“ се от изток ледници са много по-малки и по-къси – Леверет, Кила и др.

## Историческа справка
Шелфовият ледник Рос е открит на 28 януари 1841 г. от английската антарктическа експедиция (1839 – 41) с ръководител Джеймс Рос, който наименува новооткрития ледник Ледена бариера Виктория в чест на товашната английска кралица. Впоследствие ледената бариера и целия шелфов ледник е преименуван в част на своя откривател. За първите антарктически изследователи, стремящи се да достигнат Южния полюс, шелфовият ледник Рос става отправна точка, тъй като той е най-близо до заветната точка. По време на първата си антарктическа експедиция (1901 – 03) английският полярен изследовател Робърт Скот извършва значителни изследвания в западната част на шелфовия ледник и неговите покрайнини. През 1908 – 09 г. южните му части са изследвани и топографски заснети от експедицията на Ърнест Шакълтън, а през 1911 – 12 г. източните и крайните му югоизточни части – от участниците в експедицията на Руал Амундсен. В периода от 1929 до 1959 г. в източните му части се разполага американската полярна база Литъл Америка, от която в различни посоки се насочват изследователски отряди. В крайната му западна част е разположена голямата американска полярна станция Макмърдо.
Продължаващите му изследвания позволяват да се изградят интересни теории за неговото бъдеще. Една от тези теории, предложена през 2006 г., изхождайки от данните от геоложките изследвания доказва, че по-рано шелфовият ледник се е разрушавал неколкократно неочаквано, и че този процес може да се повтори..